# Andrea (The Walking Dead)
Andrea é uma personagem fictícia da história em quadrinhos em preto e branco The Walking Dead, sendo interpretada por Laurie Holden na série de televisão de mesmo nome. A personagem foi criada pelo escritor Robert Kirkman e pelo artista Tony Moore, e estreou em The Walking Dead #2 em 2003. Em ambas as mídias, ela é introduzida como irmã mais velha de Amy e uma das sobreviventes do grupo do acampamento aos arredores de Atlanta, Geórgia.
Na série de quadrinhos, Andrea é uma secretaria de escritório de advocacia de 25 anos que se transforma de uma jovem insegura e inexperiente em uma guerreira madura e endurecida, tendo matado mais do que qualquer outro personagem. Ela estabelece um relacionamento com Dale e eles criam uma família de curta duração com os filhos gêmeos adotivos, Billy e Ben. Andrea se torna a principal atiradora do grupo e, mais tarde, a principal instigadora para a guerra contra o infame tirano Negan. Durante esse evento, o estresse da guerra e a tristeza pela perda de sua família a aproximam do líder do grupo Rick Grimes, com quem ela se envolve romanticamente depois disso, tornando-se também um madrasta de Carl Grimes.
Na série de televisão, Andrea é onze anos mais velha e ex-bem-sucedida advogada de direitos civis que mantém um relacionamento forte, mas platônico, com o centro moral do grupo, Dale Horvath. Sua tristeza pela perda da irmã a leva a tentar o suicídio. Robert Kirkman assegurou que isso iniciaria sua transformação na "atiradora destemida", espelhando sua contraparte dos quadrinhos, embora o arco da personagem drasticamente se desvie ainda mais de sua contraparte dos quadrinhos na terceira temporada, e seu arco de história principal envolve a personagem sendo capturada no conflito entre Rick e o Governador.
Por sua atuação como Andrea, Holden recebeu críticas favoráveis, embora o arco da história da personagem na terceira temporada não tenha sido bem recebido. Ela foi indicada a vários prêmios, incluindo o Prêmio Saturno de Melhor Atriz Coadjuvante na Televisão em 2010. Ela mais tarde ganharia o prêmio em 2013.

## Biografia

### Quadrinhos

Andrea na edição The Walking Dead #47. Arte de Charlie Adlard.

Andrea é introduzida na segunda edição de The Walking Dead como uma sobrevivente do apocalipse zumbi. Ela e sua irmã, Amy, nasceram na Flórida e estavam viajando em férias pela Geórgia quando o apocalípse iniciou e foram encontradas pelo sobrevivente Dale, montando um acampamento em conjunto, nos arredores da cidade de Atlanta. Logo depois, outros sobreviventes chegaram e foram se estabelecendo no acampamento. O grupo aprende a lidar com armas, e Andrea descobre que ela é uma excelente atiradora. Quando os zumbis invadem o acampamento, sua irmã Amy é mordida. Andrea fica perturbada, acaba deixando sua irmã se transformar por segundos e depois atira em seu crânio a livrando do sofrimento. O grupo se muda para um condomínio fechado, onde Andrea e Dale ficam mais próximos, se estabelecendo em uma fazenda, antes de descobrir uma prisão complexa. Um dos detentos sobreviventes ataca Andrea, com a intenção de decapitá-la. Ela consegue escapar, mas sua orelha é parcialmente cortada, recebendo uma cicatriz na face. Em certo momento, Dale e Andrea discutem a possibilidade de deixar o grupo, mas acabam decidindo ficar. Eles tornam-se pais substitutos dos gêmeos Billy e Ben, quando seu pai, Allen, é mordido por um morto-vivo, tem sua perna amputada e morre após um tempo.
A existência de uma fortaleza é descoberta pelo Governador – líder de Woodbury, Geórgia, uma cidade próxima dos sobreviventes. Andrea ensina outros membros do grupo a atirar, visando prepará-los para se defender, e viaja com vários outros para uma base militar nas proximidade, para aumentar seu arsenal de armas. Após seu retorno, ela descobre que Dale foi mordido na panturrilha por um zumbi, e presencia quando Rick Grimes, líder do grupo, corta a perna de Dale para salvar sua vida. Dale fica com ciúmes quando Andrea começa a passar muito tempo com o membro do grupo Tyreese, até que ela revela que ele foi ajudá-la a fazer uma perna de pau e muletas para ele. Quando O Governador lança um ataque sobre a prisão, Andrea serve como um franco-atirador, matando muitos de seus invasores, embora ela tenha sido atingida de raspão por uma bala, tendo uma segunda cicatriz no rosto. O grupo de Woodbury se retira, e Dale convence Andrea a deixar a prisão com ele e os gêmeos. Quando a prisão é atacada pela segunda vez, Andrea retorna sozinha, e novamente mata um número considerável de membros do grupo de Woodbury.
Os integrantes da prisão voltam à fazenda, onde eles encontram um novo grupo, decidindo viajar com eles para Washington, D.C.. Na rota, Dale tenta convencer Andrea a romper com o novo grupo, e começar uma vida nova com Billy e Ben, em uma fazenda abandonada. Andrea mostra relutância, e a proposta tornar-se discutível com a chegada de uma manada de zumbis. Enquanto estavam novamente na estrada, Ben assassina Billy, aparentemente sem saber da gravidade de sua ação. O grupo discute matá-lo, e Dale sugere que eles três partem juntos. No entanto, Ben é baleado pelo filho de Rick, Carl Grimes. Andrea fica abalada, ainda mais quando Dale desaparece. Ela admite para Rick que teme por Dale nunca saber de seu verdadeiro amor por ele. Dale, posteriormente, retorna ao grupo perdendo sua outra perna, que foi comida por um grupo de sobreviventes canibais. Ele revela que está morrendo, já que tinha sido mordido por um errante, a deixando durante a noite para poupar Andrea da dor de sua morte. Ela, Rick, Michonne e Abraham foram caçar e assassinar os canibais. Ela diz a Dale o quanto ela o ama, ficando com ele até sua morte. Tal como acontece com sua irmã, Amy, ela atira em Dale para evitar que ele se transforme em errante.
Nos arredores de Washington, o grupo é recrutado por um recrutdor de uma zona segura que estava próximo, em Alexandria, Virgínia. Andrea torna a espreitar a vila. Embora ela fosse pessimista quanto ao tempo e duração de sua segurança, ela tenta desencorajar Rick em desafiar a hierarquia da área de segurança. Ela rejeita os investimentos amorosos do líder da zona, Douglas, enquanto que mais tarde, ela compartilha uma série de flertes o filho de Douglas, Spencer, o que quase culmina dos dois se beijarem. Ela termina seu relacionamento, quando ele sugere que abandonem a zona enquanto os outros habitantes estão sob ataque de zumbis.
Andrea gradualmente começa a desenvolver sentimentos por Rick. Eles se beijam, mas ele a rejeita, com a explicação de que ele se preocupa com a segurança do grupo, e não quer perdê-la. Ela tenta convencê-lo de que, suas experiências compartilhadas a faz excepcionalmente compatível, insistindo em se juntar a ele na jornada para uma zona vizinha segura, para demonstrar que ele não precisa se preocupar com sua segurança. Os dois eventualmente tem relações sexuais e começam um relacionamento romântico. Um outro grupo hostil, os conheceram, quando regressavam da zona de segurança, eventualmente encontrados, tentando invadir a comunidade, matando Abraham neste processo. Andrea e Rick se encontram na mesma situação, sem saber qual deve ser a próxima ação que seu grupo deve tomar. Como Rick e outros saem para obter suprimentos a partir da comunidade de Hilltop para uma batalha que está por vir, Andrea é deixada para mater a segurança da comunidade. Os Salvadores planejam atacar a comunidade em uma questão de ataque é rejeitado, com a maioria da força de oposição a ser morta. Os Salvadores, zangados com a situação e com outros prejuízos, fazem uma emboscada e dominam o grupo de Rick. Como 'castigo', Glenn é escolhido e espancado até a morte por seu líder, Negan. Rick aparentemente se rende aos Salvadores, permitindo-lhes entrar e tomar metade de suprimentos de seu povo. Andrea fica furiosa e quer sair. Rick a convence que ele tem um plano para combater os Salvadores secretamente, e ela fica.
Após uma aliança com a comunidade do Reino, Andrea visita esta comunidade e fica impressionada com a precisão deles com armas de fogo. Rick diz a ela que há mais de trinta residentes no Reino que estão prontos para o combate. Ela está um pouco hesitante e preocupada que eles possam não ter mão de obra suficiente, mas, Rick garante a ela que a produção de munição feita por Eugene Porter ajudará todos contra os Salvadores. Durante uma conferência entre Rick, Ezekiel e Paul Monroe, Andrea concorda com o plano de Ezekiel de se concentrar em atacar os postos avançados dos Salvadores e reduzir seus números. Quando eles chegam de volta à Zona Segura, eles são recebidos com notícias preocupantes de que Negan chegou antes do previsto e que ele estripou Spencer, matando-o. Depois de Rick ter uma discussão com Negan, ele diz a Andrea que esta pode ser a melhor chance de matar Negan e pegar seu rifle e chegar à torre do sino. Ele também diz a ela para reunir os defensores de Alexandria e fazer com que eles se reúnam na parede. Ela consegue matar o Salvador que estava dirigindo um caminhão, mas não consegue fazer um tiro certeiro em Negan. Após o tiro, Connor a encontra, bate nela e quase a mata na torre do sino. Enquanto a estrangula, Connor expressa seu pesar por matá-la, já que ela passou por tanta coisa. Andrea consegue se salvar de Connor matando-o ao jogá-lo da torre. De volta à zona segura, espancada e machucada, Andrea é ajudada pela Dra. Denise Cloyd. Andrea passa seu tempo em recuperação e se liga a Carl até que Negan bombardeie a zona segura e eles sejam forçados a partir para Hilltop, onde Maggie Greene agora governa. Andrea garante a Rick que tudo o que ele fez para unir as comunidades contra Negan é justificado. Ela compartilha um abraço com sua nova família antes de Rick tomar a decisão de confrontar os salvadores que estão fora dos muros e Hilltop. Depois, ela fica chocada ao saber que Rick preferiu manter Negan vivo para apodrecer em uma cela, mesmo ela acreditando que o melhor deveria ser Negan executado publicamente.
Dois anos após a guerra contra os Salvadores, Andrea mostra que ainda está com Rick, e agora Carl a chama de "mãe". Ela está se preparando para dirigir uma feira que está sendo desenvolvida há meses. Eles vivem na Zona Segura de Alexandria reconstruída com verificações de perímetro ao redor da área de DC para melhor rotas entre as comunidades. Mais tarde, ela diz a Rick que concorda com a decisão de enviar seu filho para Hilltop para se tornar um aprendiz de ferreiro. Ela se despede de Carl, dizendo-lhe para seguir as regras de Maggie. Na ausência de Rick para caminhar até Hilltop, ela é a líder da Zona Segura de Alexandria. Andrea é questionada pela recém-chegada Magna e seu grupo sobre como eles sobreviveram. Ela explica a Magna sobre os eventos da guerra que se desenrolou.  Andrea aponta uma arma para a cabeça de Negan enquanto ele se limpa em sua cela de prisão, durante uma visita, e depois fica preocupada ao saber que o homem conseguiu fugir da prisão. Na manhã anterior à feira, Andrea acorda cedo e se reúne com Siddiq para conferir a estrutura da feira, se emocionando ao ver vendedores e barracas sendo montadas. Quando ela fica sabendo do desaparecimento de Carl, ela se junta a Rick, Michonne e Dante em uma missão para trazê-lo de volta em segurança.  Uma vez que eles são mantidos como reféns pelos Sussurradores, uma tribo de milhares disfarçados de errantes, ela vê a fronteira marcada de territórios onde ela testemunha dezenas de pessoas que ela conhecia de cada uma das comunidades com suas cabeças em estacas.
Após uma guerra ser declarada contra os Sussurradores, um enorme rebanho de caminhantes atacar Alexandria, fazendo Andrea e um grupo de outros sobreviventes, incluindo Magna, Eugene e Yumiko, tentam conduzir os caminhantes para longe. Eugene e Andrea lideram grande parte do rebanho em direção ao oceano. Eugene tenta levar mais caminhantes atraindo-os com um berrante, mas Andrea reluta. Andrea e os outros olham em choque para o pequeno ferimento em seu pescoço, que revelou ser uma mordida de um andador. Ao retornar para Alexandria, Rick e outros se despedem enquanto ela lentamente morre. Antes de sua morte, ela lembra a Rick para permanecer forte e continuar a liderar a comunidade para reconstruir a sociedade. Andrea eventualmente se reanima como um caminhante e tenta matar Rick, apenas para ele esfaqueá-la na cabeça com uma faca. Anos depois, quando Carl constroi sua própria família, ele dá o nome de Andrea para sua filha em sua homenagem.

### Série de TV

Andrea sendo interpretada por Laurie Holden, na série de televisão.

#### Primeira temporada
Na série de televisão, Andrea é 12 anos mais velha que sua irmã, Amy (interpretada por Emma Bell). Ela aparece pela primeira vez no segundo episódio, "Guts", onde ela e um grupo de sobreviventes ficam presos em uma loja de departamentos, durante uma corrida de abastecimento. Eles são salvos por Glenn e o recém-chegado, Rick Grimes, indo parar em um acampamento, onde Andrea encontra sua irmã Amy, até então desaparecida. Alguns dias depois, o campo é invadido por mortos-vivos e Amy acaba sendo mordida, vindo a morrer. Andrea detém sua irmã morta por horas até que ela acorda como zumbi, por conseguinte, matando-a. O grupo se refugia no C.D.C, que está prestes a explodir quando a energia se esgota. Andrea, deprimida, decide permanecer no C.D.C e morrer, juntamente com Jacqui e Dr. Jenner. Entretanto, Dale tenta convencê-la a sair, resolvendo ficar com ela. Ela se recusa a ser responsável por sua morte, mudando de ideia e escapando da explosão.

#### Segunda temporada
Andrea estava com raiva de Dale por ele não ter deixado ela morrer na explosão de C.D.C..Isso se intensifica quando Dale concorda com Rick e Shane Walsh, que somente aqueles que foram treinados devem ser autorizados a utilizar armas de fogo, confiscando arma do pai de Andrea. Mais tarde, ela se aproxima de Shane, pedindo para ela ir embora do grupo com ele. Dale logo devolve a arma de Andrea, mas pede que ela não lhe dê motivos para se arrepender. O grupo ficou instalado na fazenda da família Greene. Enquanto vigiavam, acertou um tiro em Daryl Dixon, no insucesso de acertar um zumbi. Ele perdoa ela, e Shane ajuda Andrea a melhorar suas habilidades de tiro. Os dois vão averiguar um conjunto habitacional nas proximidades, com intuito de treinar as habilidades de Andrea, sendo cercado por mortos-vivos. Depois de lutar para matá-los, Andrea faz uma série de exata de tiros na cabeça do errantes. No caminho de volta para o acampamento, ela e Shane tiveram relações sexuais. Dale expressa sua desconfiança com relação a Shane, mas Andrea insiste que ele tem feito mais para o grupo do que até mesmo o seu líder, Rick. Lori Grimes, a esposa de Rick, confronta Andrea sobre suas contribuições para o grupo, sugerindo que seu tempo seria melhor gasto na cozinha e lavando roupas, do que perdendo tempo. Mais conflito surge, quando Andrea deixa Beth Greene – a filha de Hershel Greene, que tenta suicidar-se –sozinha, dando-lhe a escolha de se matar, caso ela quisesse. Beth corta seu pulso, mas apenas superficialmente. Andrea sente prazer ao ver que Beth escolheu viver, mas estava proibida de entrar na casa, por Maggie Greene. Quando Dale tenta ganhar apoio para interromper a morte de Randall, um adolescente que fazia parte de outro grupo, Andrea é inicialmente relutante, mas finalmente admite que o grupo deveria procurar uma solução diferente para manter o grupo seguro. Andrea chora sobre o corpo de Dale após o mesmo ser atacado por um zumbi durante a noite, sucumbindo em um ferimento fatal, sendo inevitavelmente, baleado na cabeça por Daryl. No final da 2ª temporada, os errantes invadem a fazenda, sendo deixada para trás, com os membros do bando acreditando que Andrea tinha sido morta. Ela corre pela floresta até ao amanhecer, e se confronta com alguns caminhantes com ataques corpo a corpo. Exausta, quando um dos caminhantes está prestes a atacá-la, ela é salva por Michonne.

#### Terceira temporada
Seis a sete meses depois, Andrea e Michonne fortaleceram seus vínculos, com as duas protegendo uma a outra durante toda a temporada de inverno. Andrea recentemente desenvolveu uma doença (presumivelmente uma gripe grave), acreditando estar morrendo. Ela pede a Michonne para sairem para outro lugar, depois de terem tomado um abrigo abandonado por dias. Andrea e Michonne são levadas para O Governador, na cidade de Woodbury, por Merle Dixon, irmão mais velho de Daryl, depois delas testemunharem um acidente de helicóptero e, posteriormente, Andrea ter desmaiado decorrente de seu estado físico. Michonne desconfia do Governador, pois ela não confia no que ele aparenta ser, planejando uma fuga de Woodbury para o litoral. Depois que Michonne foi embora da pequena cidade, sem obter sucesso em convencer Andrea de acompanhá-la, Andrea opta por ficar na cidade, afirmando que não teria mais condições de passar oito meses tentando sobreviver no mundo a fora, fazendo serviços de sentinela na muralha, e até mesmo, tendo relações sexuais com O Governador. O grupo de Rick vão em busca de Glenn e Maggie, entrando na cidade de Woodbury, matando alguns dos membros da cidade. Por fim, Andrea se conscientiza que o grupo na verdade, eram os membros de Rick, depois que Daryl foi capturado, ficando cara-a-cara com seu irmão Merle.O Governador coloca um contra o outro, afirmando que só um poderá sair vivo. Ela tenta impedir, mas sem sucesso. Depois que Rick invade Woodbury e resgata Daryl, o Governador inicia uma retaliação contra a Prisão, Andrea decide então intervir e pede a ajuda de Milton para fugir de Woodbury e encontrar seu antigo grupo. Andrea reencontra Michonne e as duas discutem, até que ela conta a Andrea que o Governador mandou Merle matá-la, e se Andrea tivesse aceitado partir junto dela ambas teriam sido perseguidas. Andrea quase mata o Governador enquanto ele dorme, seguindo o conselho de Carol, mas não tem coragem pois o ama e acredita que ambos os grupos podem viver em harmonia. Após um tempo, quando Andrea descobre que o acordo entre Rick e O Governador não será cumprido e O Governador pretende matar a todos e capturar Michonne para torturá-la, Andrea pula o muro e tenta ir à Prisão. No caminho, é surpreendida pelo Governador, eles lutam mas Andrea escapa soltando dezenas de Walkers contra o Governador. Ela então chega a Prisão, mas antes que pudesse ser vista, é pega pelo Governador e levada de volta à Woodbury, onde permanece algemada a uma cadeira na "sala de tortura". No último episódio da terceira temporada, o Governador manda Milton matar Andrea para se redimir, ele se recusa e tenta matá-lo, o Governador mata Milton e o deixa na sala para que mate Andrea quando se transformar. Milton informa Andrea de que deixou um alicate caído atras dela e que ela deve apressar-se para escapar dali. Milton se transforma e Andrea não consegue escapar a tempo. Nos últimos momentos do episódio, Rick, Daryl e Michonne chegam a Woodbury e a encontram caído no chão, infelizmente mordida no pescoço. Eles se despedem da amiga querida, protagonizando uma das cenas mais tristes da série. Andrea pede a arma de Rick e se mata antes de transformar-se.

## Desenvolvimento

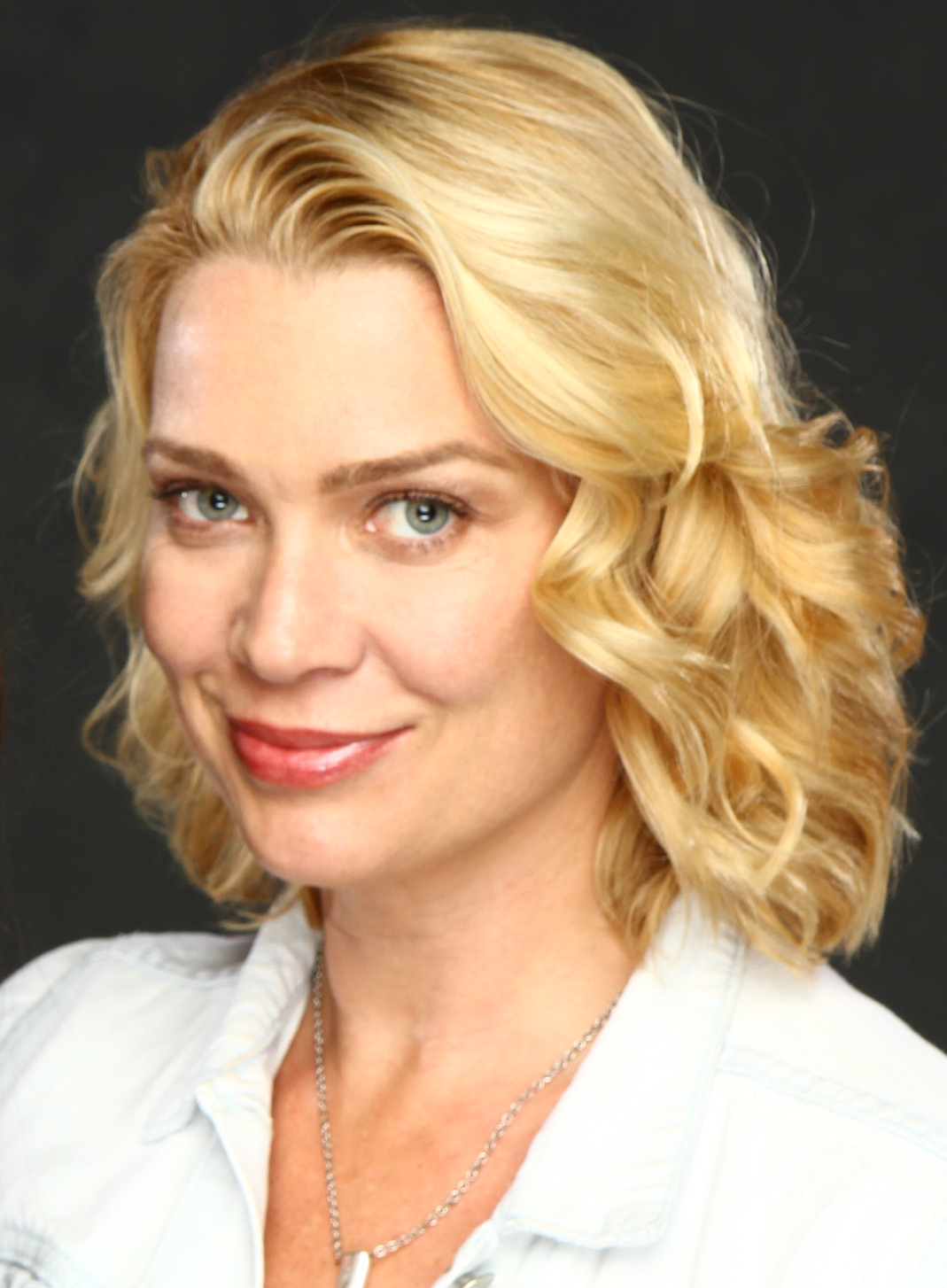
Laurie Holden na Florida SuperCon em 2013.

### Escolha para o elenco
Andrea é interpretada por Laurie Holden (The X-Files, The Shield, Silent Hill), que foi escolhida para fazer parte da série, em 2010. Antes de começar a série, Holden esteve em dois filmes de Frank Darabont, em The Majestic (2001) e The Mist (2007); no segundo filme, ela estrelou com outros três membros do elenco de The Walking Dead, com Melissa McBride, Juan Gabriel Pareja e Jeffrey DeMunn. Logo após ser escolhida, ela leu os quadrinhos para analisar e obter uma compreensão definitiva do caráter de Andrea. Ela reconheceu seu prazer de ter um papel muito mais físico do que alguns de seus outros projetos anteriores, bem como sua emoção para ter sua personagem gradualmente tornando-se uma guerreira como nos quadrinhos.

### Caracterização
Andrea, como ela aparece na série em quadrinhos, é descrita por James Hibberd, do The Hollywood Reporter, como "um dos principais membros do grupo sobrevivente que tem uma proficiência com um rifle sniper e se apaixona por um homem com o dobro de sua idade". Na série de televisão, ela tenta se suicidiar no final da primeira temporada, mas Dale a convence a não proceder. O criador da história em quadrinhos, Robert Kirkman, explicou que seu desejo de continuar a se proteger iria começar sua evolução em personagem homóloga cômica, "a atiradora destemida". Na televisão, a motivação de Andrea muda após a morte de Dale. Holden autorizou o evento para colorir sua interpretação, e para o restante da segunda temporada, antes de cada cena ela filmou, e pensava: "Andrea, você deve honrar Dale". Ela explicou que "cada movimento que fez Andrea daquele ponto em diante, seria para honrar Dale, o que significava ser uma líder, ter um forte compasso moral, ser compassiva e realmente ajudando mais do que ela teria feito antes". Glen Mazzara considerou Andrea a única personagem que poderia "manter a cabeça erguida" após a morte de Dale, como só ela o apoiou contra matar Randall e era "a única pessoa que sentia que estava com ele no final".

### Relacionamentos
Na série em quadrinhos, Andrea tem uma relação física com Dale. Holden ficou surpresa ao descobrir isso enquanto descobria informações sobre seu papel, mas em março de 2011, declarou sua intenção de "honrar a relação de bem". No entanto, Mazzara e Kirkman decidiram não incorporar esta relação na série de televisão, e Dale foi morto muito mais cedo na série de televisão do que era nos quadrinhos. Holden ficou desanimada com sua partida, comentando que "adorei a dinâmica de Dale com Andrea. Senti como se eles tivéssem muito mais histórias para explorarem em conjunto". Para Kirkman, o efeito da morte de Dale sobre o enredo contínuo, valeu a pena sacrificar a sua relação. Ele expressou sua aprovação das diferenças entre a série e seu material de origem, e aconselhou aos telespectadores interessados no relacionamento da história, a lerem os quadrinhos.
Embora Shane morrera nos quadrinhos antes do grupo chegar a fazenda, ele permaneceu vivo por mais tempo na série de televisão. Este alterações causadas à trama que se seguiram, incluindo a criação de um relacionamento entre Andrea e Shane. Na terceira temporada, ela começa a flertar com o Governador, o líder de uma cidade em que ela e Michonne estavam hospedadas. No sexto episódio, Andrea têm relações sexuais com o Governador.

## Recepção

### Resposta para a personagem dos quadrinhos
The Weekly Crisis listou Andrea como #2 em sua lista dos Dez Melhores Personagens de The Walking Dead, descrevendo-a como "a verdadeira mão direita de Rick, e ela definitivamente não é homem", comentando sobre sua habilidade de tiro, lealdade e positivamente chamando Rick e Andrea um "casal poderoso". 

### Resposta para a personagem na televisão

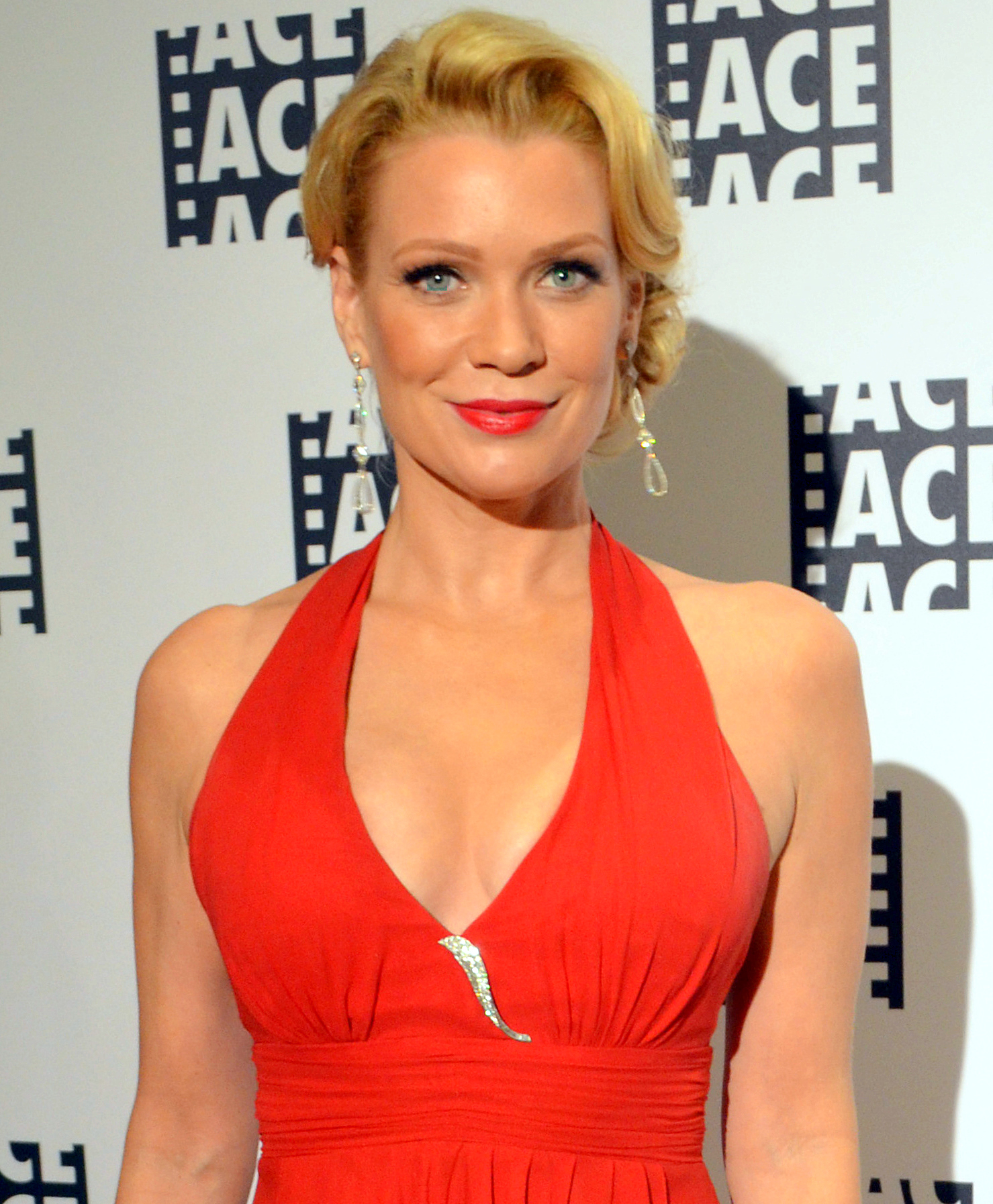
O desempenho de Holden recebeu críticas favoráveis dos críticos de televisão.

O desempenho de Holden como Andrea foi bem recebido, principalmente na primeira e na segunda temporadas. O papel de sua personagem na terceira temporada, no entanto, foi frequentemente criticado por críticos e fãs. Muitos elogiaram o vínculo fraterno entre Andrea e sua irmã, Amy (Emma Bell), seu relacionamento com Dale e o processo de luto de Andrea e sua transformação em uma lutadora habilidosa no final da segunda temporada. Por sua atuação na primeira temporada, em 2011, Holden recebeu uma indicação ao Saturn Award de Melhor Atriz Coadjuvante na Televisão por sua interpretação de Andrea.  Seu papel como Andrea no episódio "TS-19" foi particularmente bem recebido por Josh Wigler da MTV, que disse que ela "entregou um ótimo trabalho de personagem."
Por sua atuação na segunda temporada, ela também foi nomeada para prémio de "Melhor Atriz Coadjuvante" no Scream Awards. Para a estreia da 2ª temporada "What Lies Ahead", Derek Boeckelmann do Daily Nexus elogiou o desempenho de Holden, dizendo que ela "continua a ser a mais forte das jogadoras do show, apresentando consistentemente performances excepcionais como a triste Andrea." Os críticos aplaudiram o relacionamento crescente entre Andrea e Shane no episódio "Secrets". Apesar de descrevê-los como um "par improvável", Scott Meslow do The Atlantic afirmou que era superior ao enredo entre Andrea e Dale. “Há algo a ser dito sobre os encontros ocasionais pós-apocalípticos, que permitem que dois personagens que vivenciaram quase nada além da miséria tenham, mesmo por um momento, algo que se assemelha à alegria,” ele articulou. Meslow respondeu que era sensato minimizar o encontro amoroso entre Shane e Andrea, que ele previu que não levaria a nada sério.
O desenvolvimento da personagem de Andrea produziu elogios uniformes entre os críticos no final da 2ª temporada, "Beside the Dying Fire". Escrevendo para Paste, Josh Jackson sentiu que serviu como ponto alto do episódio, e ainda avaliou que ela imitou a atriz Linda Hamilton. "Depois de uma temporada de lamentações, deve ter havido pelo menos alguns fãs puxando pelos caminhantes em suas primeiras cenas, mas ela rapidamente se tornou Linda Hamilton-durona, quebrando o cérebro de zumbis com seu pé", disse ele. Da mesma forma, Kine afirmou que "a fodona com que ela tentou tanto nos convencer de que finalmente encontrou". Ryan achava que a luta de Andrea para sobreviver era uma forma forte de construir o êxodo do grupo. Ela falou de sua cena com Michonne: "Ela lutou tanto para viver que eu queria que Andrea se defendesse daquele último grupo de caminhantes com sucesso. Quando parecia que ela poderia não viver, eu estava, com razão, no limite até aparecer a figura encapada - rebocando dois caminhantes sem braços, nada menos - foi tão dramática quanto poderia ser".
O papel de Andrea na terceira temporada é um afastamento significativo da série de quadrinhos. Em comparação com as temporadas anteriores, seu papel foi criticado e recebeu críticas geralmente negativas. Darren Franich, da Entertainment Weekly, comentou negativamente sobre as ações de Andrea e seu relacionamento com O Governador, inventado para o show, dizendo: "Os personagens de Walking Dead parecem presos em suas trilhas, revivendo os mesmos traumas repetidamente. Andrea se apaixonará pelo vilão da próxima temporada, também?"  A Entertainment Weekly incluiu Andrea em sua lista dos "21 personagens de TV mais irritantes de todos os tempos".  Zack Handlen, escrevendo para The A.V. Club sentiu que o clímax do episódio "I Ain't A Judas" não reforçou o senso de quem Andrea é, e chamou a personagem de "problemática" e "uma bagunça", o que "só se torna mais óbvio quando ela é convidada para servir como o centro de algum tipo de crise moral contínua". Ele então especulou se "o horrível script" era o responsável. Eric Goldman do IGN não gostou do episódio porque era centrado em Andrea, um personagem que ele não gostou particularmente na terceira temporada.
A morte de Andrea recebeu uma reação polarizada. Para "Welcome to the Tombs", o escritor do IGN, Eric Goldman, não gostou que o final tenha sua dramática conclusão sobre a morte de Andrea. O redator do AV Club, Zack Handlen, disse que "sentiria menos falta" de Andrea do que de Milton. Erik Kain da Forbes.com disse que "Finalmente, Andrea está morta. Sei que isso é algo que desejei durante toda a temporada, mas quase pareceu barato no final." Por outro lado, Josh Jackson, escrevendo para Paste ligou a morte "um final doloroso para a mulher que tentou fazer parte [sic] entre as duas gangues de sobreviventes". Apesar da recepção negativa que Andrea recebeu na terceira temporada, Holden foi nomeado para o prêmio Saturn de Melhor Atriz Coadjuvante por seu trabalho em The Walking Dead em 2013, e ganhou.
Noel Murray, da Rolling Stone, classificou Andrea em 18º lugar em uma lista dos 30 melhores personagens de Walking Dead, dizendo: "Uma das maiores divergências entre os quadrinhos e a série tem sido a personagem de Andrea: ela é praticamente uma co-protagonista de Rick e ainda se tornou uma vítima surpresa na terceira temporada do programa. Ela teve uma boa corrida, porém, com Laurie Holden interpretando-a como astuta o suficiente para ver através da fachada beneficente do Governador, e amigável o suficiente para trazer a loba solitária Michonne para o rebanho. Mesmo agora, sua rigidez e inteligência são perdidas".